# 徐宗魯
徐宗魯（1495年—1569年），字希曾，號南湖，南直隸松江府華亭縣人，明朝政治人物。

## 生平
嘉靖七年（1528年）戊子科應天府鄉試第七十三名，嘉靖八年（1529年）聯捷己丑科進士。擔任峽江縣知縣，任內卓有功績。十二年十二月升任浙江道監察御史，十三年五月实授，二十一年巡按福建，設置方略平定延平府、永平府盜賊，舉薦俞大猷等人。后上疏論救吳伯亨等人，彈劾翟鑾、嚴嵩。被奪俸祿罷免。隆庆三年卒，年七十五。

## 家族
曾祖徐昹；祖父徐鼎；父徐政，曾任義官。前母周氏；母吳氏。永感下。兄宗威、宗儒。弟宗道。
長子徐丕訓，娶贵州佥事姚篚侄女，繼娶建阳知縣雲川张公女；次徐光訓，雲南景東府通判，娶太學生朱坦斋女；次徐彝訓，娶廉州知府雲亭李公女，俱葉孺人出；侧室张氏生敷訓、姜氏生承訓。三个女婿：大理寺評事錢志學、太學生吴景元（吴哲孫）、舉人馮時可。